# Campeonato Nacional de la Guayana Francesa 2015-16
El Campeonato Nacional de la Guayana Francesa 2015-16 fue la edición número 43 del Campeonato Nacional de la Guayana Francesa.

## Formato
En el torneo participarán 12 equipos los cuales jugarán dos veces entre sí mediante el sistema todos contra todos, totalizando 22 partidos cada uno. Al término de las 22 jornadas el club con el mayor puntaje se proclamará campeón y junto al subcampeón, de cumplir con los requisitos establecidos, podrá participar en el Campeonato de Clubes de la CFU 2017. Por otra parte, los dos últimos clasificados descenderán a la Promoción de Honor de Guayana Francesa, mientras que el décimo clasificado jugará el play-off de relegación.

## Equipos participantes
| Pos.   | Equipo            |
| ------ | ----------------- |
| 1      | CSC Cayenne       |
| 2      | US Matoury        |
| 3      | ASC Le Geldar     |
| 4      | SC Kouroucien     |
| 5      | ÉF Iracoubo       |
| 6      | ASC Remire        |
| 7      | Cosma Foot        |
| 8      | US Macouria       |
| 9      | ASU Grand Santi   |
| 10     | USL Montjoly      |
| 1 (SD) | ASC Agouado       |
| 2 (SD) | AS Étoile Matoury |

### Ascensos y descensos
| Pos. | Ascendidos de     |
| ---- | ----------------- |
| 1    | ASC Agouado       |
| 2    | AS Étoile Matoury |

| Pos. | Descendidos de |
| ---- | -------------- |
| 11   | US Sinnamary   |
| 12   | Kourou FC      |

## Tabla posiciones
Cada equipo recibirá cuatro puntos por una victoria, 2 por un empate y uno en caso de derrota.
  Actualizado el 13 de octubre de 2016.
| Pos. | Equipo            | PJ | PG | PE | PP | GF | GC | DG  | Pts. | Clasificado a                                 |
| ---- | ----------------- | -- | -- | -- | -- | -- | -- | --- | ---- | --------------------------------------------- |
| 1    | US Matoury        | 22 | 17 | 2  | 3  | 46 | 17 | +29 | 75   | Campeón y Campeonato de Clubes de la CFU 2017 |
| 2    | ASC Le Geldar     | 22 | 14 | 2  | 6  | 43 | 24 | +19 | 66   | Campeonato de Clubes de la CFU 2017           |
| 3    | CSC Cayenne       | 22 | 12 | 3  | 7  | 35 | 27 | +8  | 61   |                                               |
| 4    | ASC Agouado       | 22 | 12 | 2  | 8  | 45 | 40 | +5  | 60   |                                               |
| 5    | AS Étoile Matoury | 22 | 8  | 8  | 6  | 36 | 34 | +2  | 54   |                                               |
| 6    | US Macouria       | 22 | 6  | 9  | 7  | 39 | 36 | +3  | 49   |                                               |
| 7    | ASC Remire        | 22 | 6  | 8  | 8  | 36 | 38 | -2  | 48   |                                               |
| 8    | SC Kouroucien     | 22 | 6  | 7  | 9  | 28 | 29 | -1  | 47   |                                               |
| 9    | ÉF Iracoubo       | 22 | 3  | 7  | 12 | 24 | 38 | -14 | 38   | Promoción de Honor 2016-17                    |
| 10   | ASU Grand Santi   | 22 | 8  | 3  | 11 | 31 | 37 | -6  | 45   | Play-off de relegación                        |
| 11   | Cosma Foot        | 22 | 6  | 5  | 11 | 32 | 45 | -13 | 45   |                                               |
| 12   | USL Montjoly      | 22 | 5  | 2  | 15 | 23 | 53 | -30 | 37   | Promoción de Honor 2016-17                    |

## Play-off de relegación
| ASU Grand Santi Se mantiene en |